# Азас (приток Пызаса)
Азас (в среднем и верхнем течении — Большой Азас) — река в России, протекает по Таштагольскому району Кемеровской области. Устье реки находится в 5 км от устья реки Пызас по правому берегу, около урочища Усть-Азас. Длина реки составляет 14 км.
Притоки: Булук, Малый Азас.

## Данные водного реестра
По данным государственного водного реестра России относится к Верхнеобскому бассейновому округу, водохозяйственный участок реки — Томь от истока до города Новокузнецк, без реки Кондома, речной подбассейн реки — Томь. Речной бассейн реки — (Верхняя) Обь до впадения Иртыша.